# Робърт Зелик
Робърт Брус Зелик (на английски: Robert Bruce Zoellick, /tsœlɪk/ на немски, на английски обикновено /ˈzʌlɪk/; р. 25 юли 1953) е единадесетият президент на Световната банка, който пост заема от 1 юли 2007 г. до 30 юни 2012 г.
Преди това е бил управителен директор на банка „Голдмън Сакс“, заместник държавен секретар (подава оставка на 7 юли 2006) и търговски представител на САЩ (от 7 февруари 2001 до 22 февруари 2005).
Президентът на САЩ Джордж Буш-младши номинира Зелик на 30 май 2007, за да замести Пол Улфовиц като президент на Световната банка. На 25 юни 2007 Зелик е одобрен от Съвета на изпълнителните директори на СБ.